# روز إميت يونغ
روز إميت يونغ (بالإنجليزية: Rose Emmet Young)‏ هي سفرجات وكاتِبة أمريكية، ولدت في 1869، وتوفيت في 1941.